# Kvinnor i det forntida Egypten

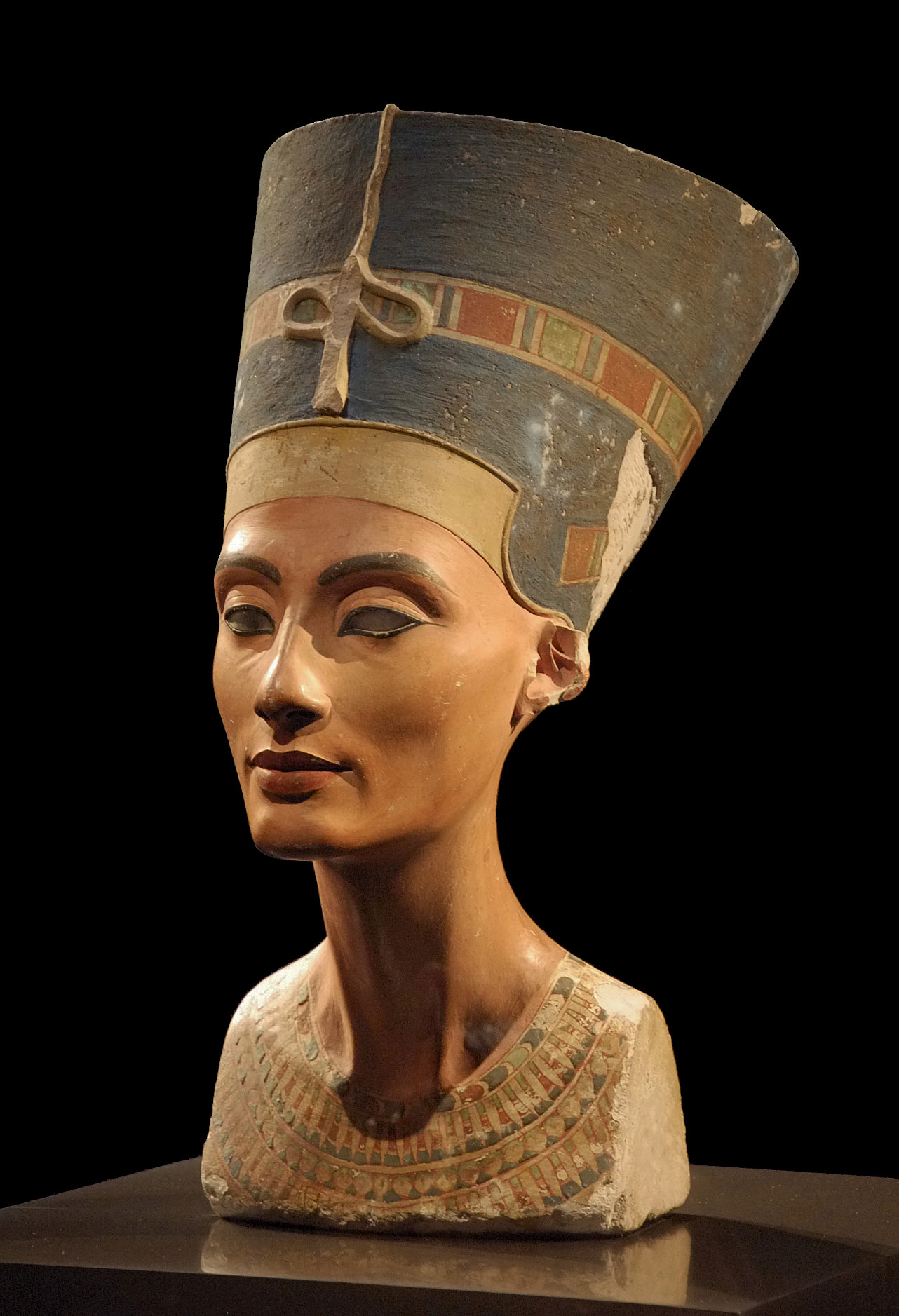
Nefertiti

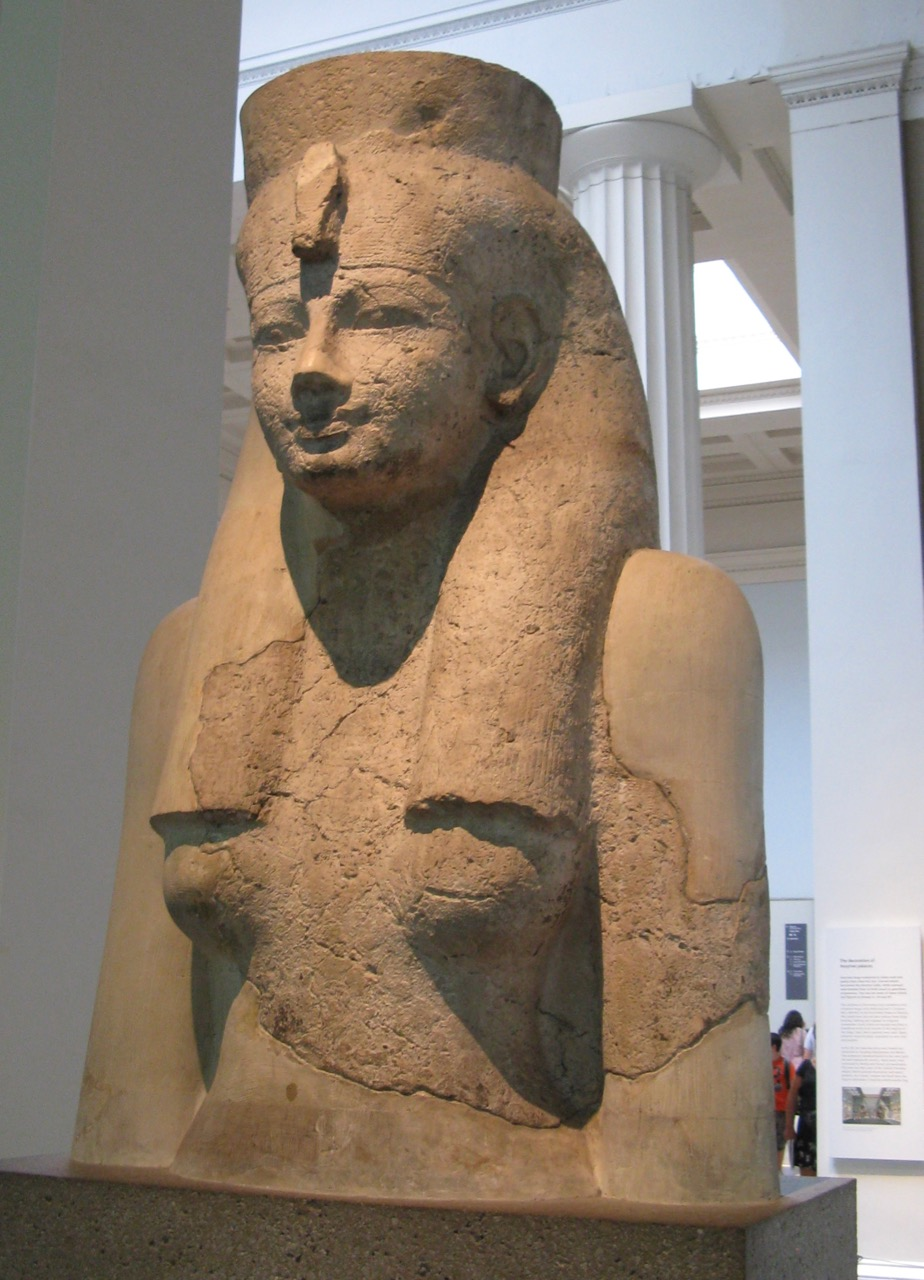
Staty av gudinnan Hathor, British Museum

Kvinnor i det forntida Egypten hade en hög, och med män nära jämlik ställning på de flesta områden. De allra flesta kvinnor levde som hustrur till bönder eller köpmän, men de hade en jämlik ställning inom äktenskapet, och laglig rätt att ärva, äga och hantera sin egen egendom och ekonomi och lika rätt till skilsmässa. Kvinnor hade rätt att studera till högkvalificerade yrken och bli lärare och läkare, och religiös auktoritet som präster. 

## Familjelag och juridisk ställning

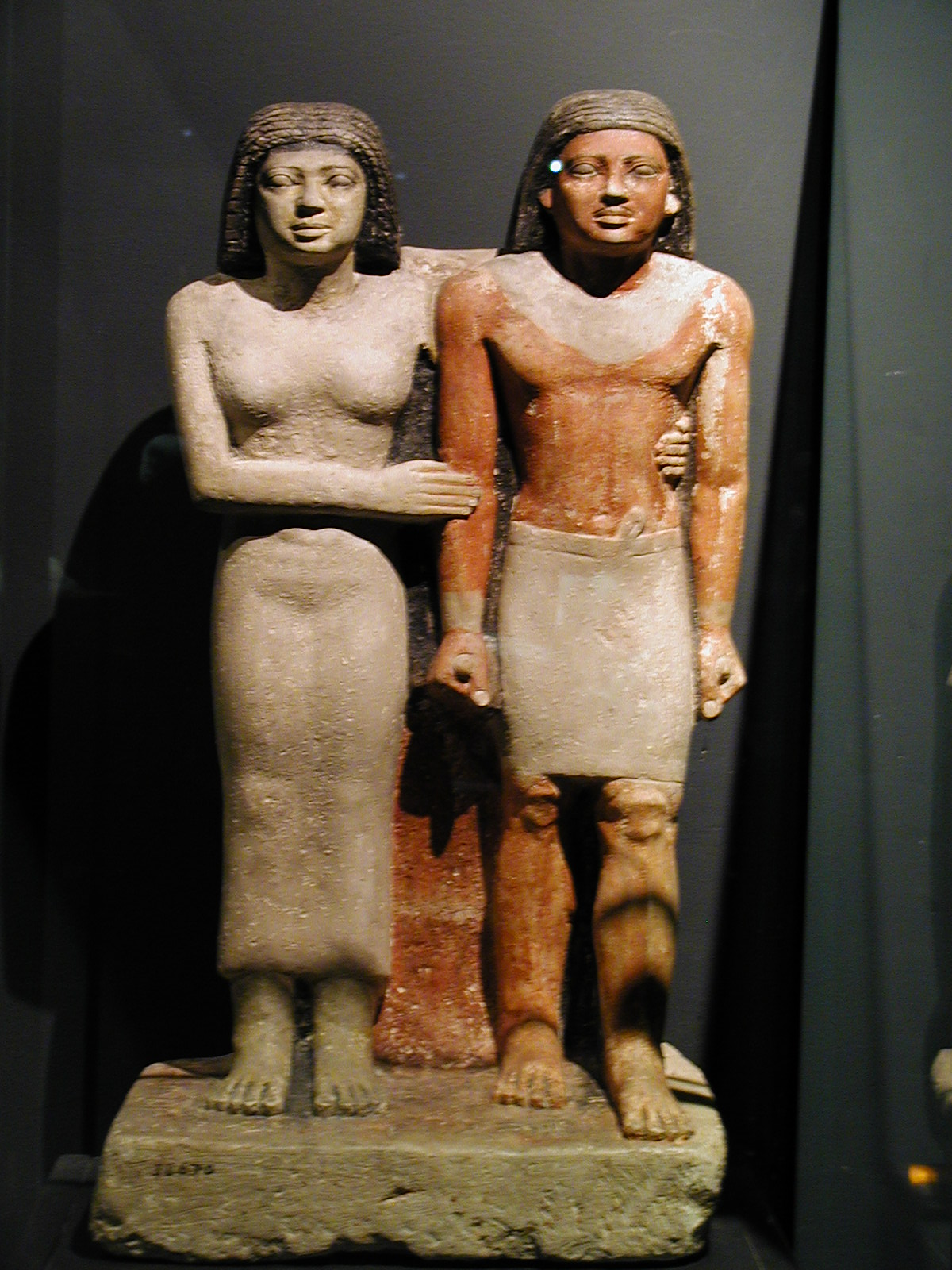
Ett egyptisk par, avbildade som lika stora. Äktenskapet var jämlikt enligt lag.

Män och kvinnor var lika inför domstol, och vuxna kvinnor stod inte under förmynderskap under män utan var myndiga inför domstol oavsett civilstånd. Kvinnor kunde ärva, köpa, sälja och fritt förfoga över egendom. Äktenskap var inte arrangerade utan ingicks på båda parters önskan.  Kärleksdikter finns bevarade som beskriver förälskelser som resulterade i äktenskap och ömsesidig kärlek.  Det var normalt att upprätta äktenskapskontrakt som beskyddade båda parters rättigheter ifråga om egendom och skilsmässa. Kvinnan behövde inte vara oskuld vid giftermålet, och både preventivmedel och aborter var tillåtna. En gift kvinna var myndig och förfogade fritt över sin egendom utan att maken hade laglig rätt att lägga sig i och behöll sin egendom vid skilsmässa. Till skillnad från grekiska kvinnor levde egyptiska kvinnor inte segregerade från kontakt med män, och avbildningar visar hur de närvarar vid fester och måltider med underhållning tillsammans med sina män och gäster av båda kön. 
Skilsmässa var socialt accepterat och innebar inget stigma, även om ett livslångt äktenskap idealiserades. Kvinnan hade rätt att ta ut skilsmässa på eget initiativ och fick som regel vårdnaden om barnen samt behålla hemmet (såvida det inte ägdes av någon annan än maken). Om maken tog initiativ till skilsmässa förlorade han rätten att stämma exhustrun på egendom och tvingades betala underhåll tills kvinnan gifte om sig eller avböjde underhållet. En änka kunde ärva sin make och sedan själv sköta den gård, gods eller affärsverksamhet hon ärvde av honom. 
Farao kunde gifta sig med många kvinnor, men det är omdebatterat huruvida månggifte över huvud taget förekom utanför kungahuset. Det har föreslagits, att i de fall icke kungliga män över huvud taget kunde gifta sig med mer än en kvinna samtidigt, blev det i så fall motiverat med att hans första hustru var infertil. Om det förekom utanför kungahuset tycks det ha varit ytterst ovanligt, och det allmänna idealet tycks ha varit det monogama äktenskapet.

## Politisk ställning

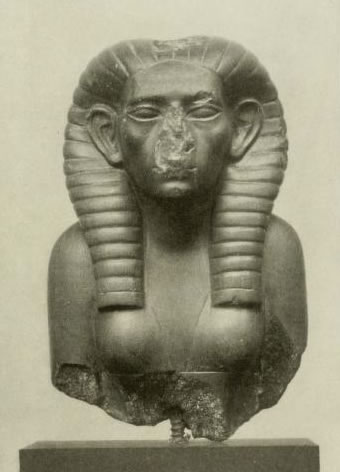
Staty av den kvinnliga faraon Sobekneferu.

Egypten var en teokratisk monarki styrd av en monark med titeln farao. Farao ansågs under flera sekel vara en (manlig) guds jordiska ställföreträdare.  
Det är okänt hur många kvinnor som har regerat Egypten, och huruvida de i så fall gjorde de som monarker med titeln farao, som monarker utan faraotiteln, eller endast som ställföreträdande regenter för en frånvarande, inkapabel eller minderårig man. Såvitt man känner till regerade endast fyra kvinnor Egypten med titeln farao: Sobekneferu, Hatshepsut, Neferneferuaten och Twosret. Hatshepsut bar i ikonografin alla de (manliga) attribut vilka hörde till kungaämbetet, såsom lösskägg, kilt och krona. Neithotep och Merneith regerade möjligen Egypten, men det är inte bekräftat hur. Ytterligare ett antal kvinnor har kanske eller bevisligen regerat Egypten som regenter, så som Nimaathap, Khentkaus I, Ankhesenpepi II, Ahmose-Nefertari och Ahhotep I.
Det fanns många nivåer av politiska tjänstemän, byråkrater och ämbetsmän under farao. Det förmodas att det normalt bara var män som utsågs till politiska tjänstemän. Det finns dock åtminstone två exempel på att kvinnor utsågs till visirer, vilket var det högsta politiska ämbetet under farao: den första var Nebet.  Bland övriga kvinnliga ämbetsmän nämns Sattjeni.

### Kvinnor i kungahuset
Farao praktiserade månggifte. Han hade många bihustrur och konkubiner men normalt bara en drottning, vars titel var Stor kunglig hustru.
Faraos huvudhustru och drottning var ofta besläktad med honom, och kunde vara hans syster och till och med dotter. Incesten tycks ha varit unikt för kungahuset. Den motiverades med faraos gudomliga status och giftermålet mellan Egyptens första mytologiska farao, guden Osiris, med hans syster gudinnan Isis. Det har debatterats huruvida de incestuösa äktenskapen alltid, ibland eller aldrig, var enbart ceremoniella äktenskap.  En obekräftad teori är att farao gifte sig med sin syster därför att tronföljden i Egypten ursprungligen passerade genom den kvinnliga linjen. Faraos drottning var dock inte alltid hans syster, även om det var vanligt. När en drottning inte var född i faraos familj, var hon ofta från en familj nära hovet snarare än en utländsk prinsessa. 
Faraos månggifte är bekräftat från Nya rikets tid. Faraos månggifte motiverades av nödvändigheten av politiska äktenskapsallianser i kombination med nödvändigheten att säkerställa tronföljden, men då endast få och kontroversiella källor finns för månggifte bland icke kungliga personer, kan det förmodas att månggifte var i princip reserverat för kungafamiljen.  Månggiftet bidrog till att försäkra sig om att farao alltid skulle ha tronarvingar. Under Nya riket förekom dynastiska äktenskap, där farao gifte sig med utländska prinsessor av politiska skäl. Däremot tycks det inte ha förekommit att egyptiska prinsessor på samma sätt blev bortgifta med utländska monarker. Egyptiska prinsessor som inte gifte sig med sina familjemedlemmar tycks ha gift sig med män nära hovet: de blev ofta prästinnor, och fick en rad olika hederstitlar. 
Tronföljden kunde tillfalla söner till faraos bihustrur och konkubiner, och när dessa besteg tronen, kunde de tilldela sin mor titeln drottning i efterhand, trots att de inte burit denna titel medan deras make var i livet.

### Faraos "harem"
Traditionellt sett har det talats om att farao hade ett "harem". Begreppet harem är dock egentligen inkorrekt och felaktig att använda om det faraoniska Egypten eftersom termen är associerad med den muslimska kulturens historiska fursteharem, där sultanens hustrur och konkubiner levt avskilda från omvärlden och isolerade från kontakt med män, något som inte tycks vara fallet i det forntida Egypten. Termen harem har dock traditionellt ändå kommit att användas om den del av faraos hov, där de kvinnor och barn som tillhörde faraos hushåll levde, och som utgjorde en egen separat administrativ enhet, och till dess funktioner hörde bostad för de kungliga kvinnorna, uppfostran av kungabarnen, och hovets och sekulära och sakrala underhållning. 
Ett sammanfattande namn för det hushåll som hörde till de kungliga kvinnorna och barnen var jpt (1:a dynastin) och pr xnrt (Nya riket), en benämning som traditionellt har översatts till "harem" och som fanns i dokument rörande dess personal och egendom.  
Haremet tycks ha utvidgats kraftigt under 18:e dynastin, när faraos diplomatiska äktenskap med utländska prinsessor blev vanligt och faraos månggifte alltså utvidgades eller rentav uppkom. 
Haremets administrativa enhet kallades jpt nswt (från Nya riket (pr) xnrt).   Det hade inkomster från sin egen jord, boskap och affärsverksamheter, och fick sin egen skatt. Det tillverkade också finare linne, det kungliga linnet (mk).  
Haremet hade en förman, jmj-rA jpt nswt "förmannen över jpt nswt" (känd från Gamla riket); under honom en vice förman (jdnw n jmj-rA jpt nswt eller jdnw n pr xnrt, känd från Nya riket); en inspektör, rwD n (pr) xnrt, "inspektören över (pr) xnrt" (Nya riket), och ett antal skrivare.  
Från Gamla rikets tid är en hovinstitution känd med namnet "pr mna(t)" (i Mellersta riket kallat kAp), vilket stod för en barnkammare för utbildning av kungafamiljens och den högsta hovelitens barn (kallade kungliga fosterbarn/syskon) under uppseende av 4bAw nswt (kungens instruktörer) och mna(t) nswt (kungens lärare och sköterskor).
De personer som räknades till det kungliga haremet var drottningen, kungens bihustrur och kungabarnen samt de adliga fosterbarn som uppfostrades med kungabarnen. Från åtminstone 13:e dynastin omnämns en hierarki bestående av drottningen (Hmt nswt wrt) och de "Enkla" (bi-) hustrurna (Hmt nswt), där faraos mors roll var obestämd.   
Haremskvinnor, (xnr(t) nswt) eller "kungens xnrt-kvinnor" omnämns i Mellersta riket och under Ramses III. xnr(t) var också en titel för kvinnliga dansare och sångare, som uppträdde vid hovet både som underhållning och vid sakrala tillfällen vid hovet, och dessa kvinnor tycks ha haft sin egen bostad vid hovet och både manliga och kvinnliga förmän.  
En annan kategori var nfrwt (n aH), "de vackra i palatset", och mrwt nswt (kungens älskade), vilket definieras som unga flickor i haremet som underhöll farao: sådana nämns då de ska ha rott farao Snofru runt på palatssjön, och Ramses II ska också ha fått sina egna som kronprins.  De har ibland tolkats som kungens konkubiner, men de kan också ha varit kvinnliga underhållare och artister anställda vid hovet: vid åtminstone ett tillfälle har även kungens döttrar kallats mrwt nswt, vilket antyder att titeln inte var synonym med konkubiner.  
Ytterligare en kategori kallades Xkrt nswt eller enbart Xkrwt (de ornamenterade), och de antyds vara konkubiner då de hade en förman, som också kallades för den som "låste in de ornamenterade", men den slutsatsen anses inte bevisad.
Det finns ingenting som tyder på att haremets kvinnor levde ett liv isolerade från kontakt med män.  Drottningen, kungens mor och döttrar deltog vid mäns sida vid audienser och festivaler och färdades med farao på hans resor i riket och mellan de olika kungliga residensen. Kungens bihustrur, oftast utländska prinsessor ur diplomatiska äktenskap, tycks ha levt i separata bostäder inom kungapalatset, och rentav i sina egna separata palats i andra delar av riket.

## Religion

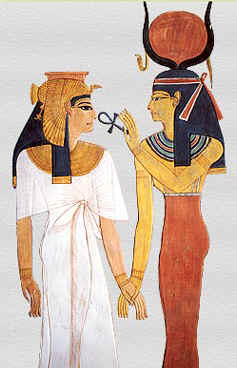
Gudinnan Isis och drottning Nefertari.

Egyptisk religion var till sin natur egentligen en mängd lokala religioner, och varje stad och region hade sitt lokala panteon av gudar, som utan motsättning kunde dyrkas jämsides med de större gudar, som så småningom kom att dyrkas i hela Egypten. Manliga och kvinnliga gudar dyrkades jämsides med varandra. 
Skapelseberättelsen började med en rad generationer gudapar, uppräknade i Hermopolitanska ogdoaden, där vart och ett par bestod av en manlig och en kvinnlig gud med samma egenskaper, alla härstammande från Atum, en gudomlig hermafrodit. Enneaden, de nio viktigaste gudarna, bestod också den av nio gudar av vardera kön samt en hermafrodit. En alternativ och mycket gammal skapelseberättelse cirklade kring gudinnan Neith. Den kanske mest dyrkade gudomen av alla i Egypten var Isis, som tillsammans med sin make Osiris och son Horus var populär i hela Egypten och bland allmänhet och bönder. 

### Religiös auktoritet
Både män och kvinnor var verksamma som präster, akrobater, dansare och musiker i templen. Dessa yrken ärvdes ofta inom den mäktiga prästöverklassen. Vilka prästtjänster som var tillgängliga varierade utifrån gudom och region. Präster tog hand om gudarnas tempel och statyer, officierade vid offentlig tillbedjan, tog emot tempelbesökare och deras gåvor, agerade rådgivare och drömtolkare. Präster vid vissa tempel kunde samla jordegendomar och förmögenheter. Vanligen hade manliga gudar manliga präster och kvinnliga gudar kvinnliga präster, men detta var inte alltid fallet: till exempel hade gudinnan Isis liksom guden Amon både manliga och kvinnliga präster. 
Ett av de viktigaste prästämbetena som existerade i det forntida Egypten var Guds Maka till Amon, som administrerade tempelkomplexet i Tebe och så småningom kom att styra hela Södra Egypten.  Ett annat viktigt tempelkomplex var Hathors tempel i Dendera, som tillhörde Egyptens viktigaste och som  sköttes av prästinnor, samt Isistemplet i File (Isis hade präster av båda könen). 
Både kvinnor och män deltog i de offentliga religiösa festivalerna. Vid dessa utsågs tillfälliga aktörer, och kvinnor kunde dansa och sjunga till gudarnas ära.

## Utbildning och yrkesarbete

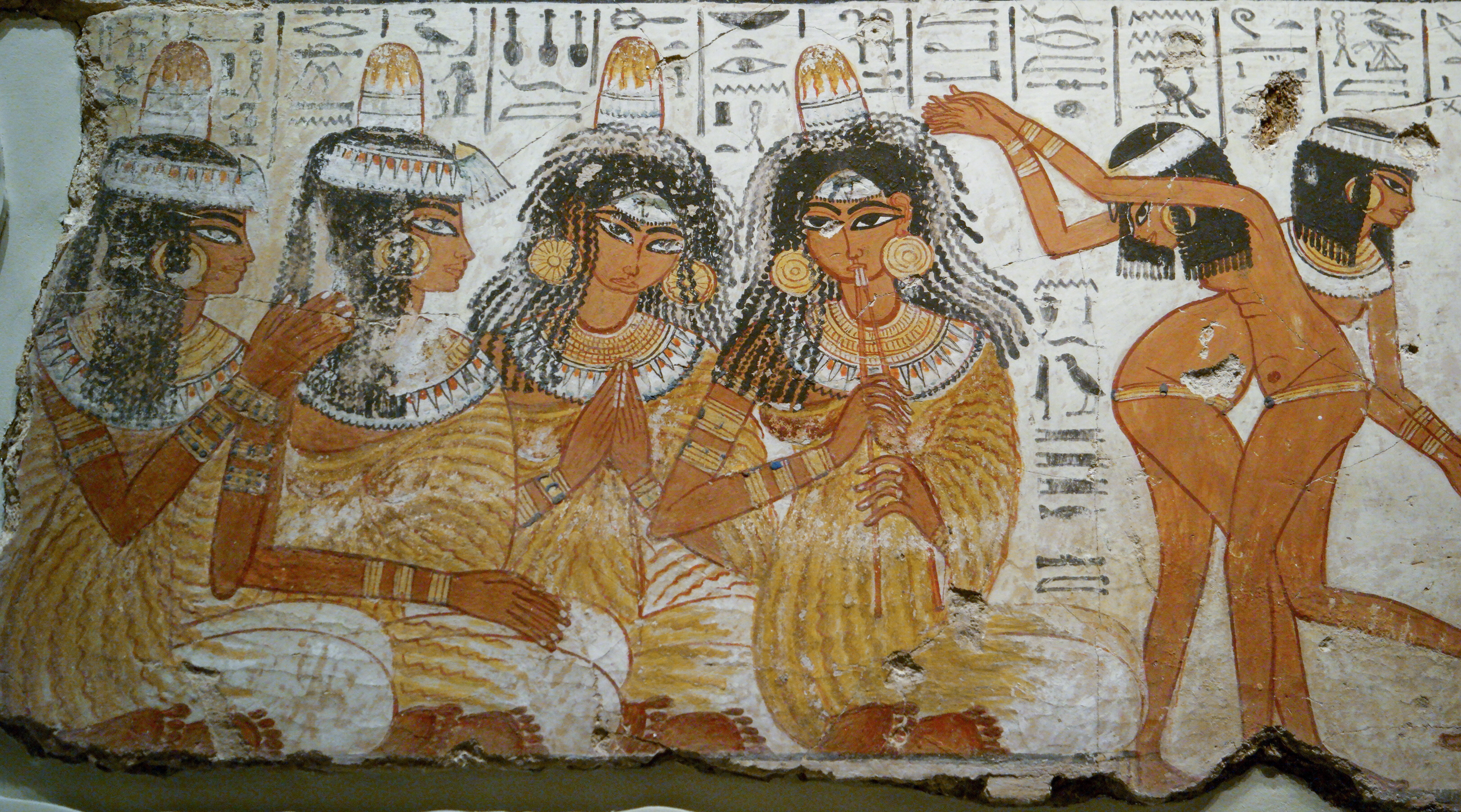
Kvinnliga musiker och dansare.

Utöver att kvinnor inte tjänstgjorde som soldater och sällan som politiska tjänstemän tycks de flesta yrken vara öppna för kvinnor. Kvinnor kunde arbeta inom hantverkaryrken (vävare, bagare, bryggare, sandalmakare, korgmakare, parfymörer), inom den privata tjänstesektorn (på alla nivåer inom privata hushåll och gods), inom konst- och artistyrken (sångerskor, dansare, akrobater, musiker, gråterskor), och högkvalificerade yrken (skrivare, lärare, läkare, domare och präster).
Barn undervisades av sina föräldrar och valde ofta samma yrke som de, men det tycks som att både pojkar och flickor kunde gå i skola, liksom både män och kvinnor kunde arbeta som lärare. 
De allra flesta kvinnor i Egypten levde i den traditionella rollen som en hustru som stannade hemma och tog hand om hushåll och barn. De flesta kvinnor var bondhustrur, som arbetade vid sina makars sida på fälten. Bondhustrur på landet och hustrur till affärsmän i städerna kunde sköta sina mäns gårdar och affärsverksamheter under deras frånvaro, men kvinnor kunde också själva sköta egna jordbruk och affärsverksamheter.  
Kvinnor kunde också välja att bli konkubiner hos farao eller en annan förmögen man, vilket inte sågs som en enbart sexuell ställning, utan vanligen förväntades en konkubin ha hög bildning inom kultur, religion och olika konstarter. 
De flesta yrkesverksamma kvinnor var verksamma som hantverkare, såsom vävare, bagare, bryggare, sandalmakare och korgmakare. Parfymörsyrket var ett hantverk som tycks ofta ha utövats av kvinnor ur överklassen, som hade en tjänarstab som skötte hushållet och hade tid att studera och sedan utöva detta yrke. Att arbeta som textilarbetare (vävare) var särskilt vanligt för kvinnor. Yrken inom tjänstesektorn, som kockar, servitriser och tjänare. Inom tjänstesektorn kunde kvinnor vara anställda på alla nivåer inom ett hushåll eller ett gods: särskilt i hushåll och på gods som ägdes av kvinnor, kunde kvinnliga anställda ha höga administrativa tjänster. 
Kvinnor var verksamma i konstnärliga yrken och kunde arbeta som akrobater, dansare, sångare och musikanter. När dessa yrken utövades inom templens sakrala sammanhang, utövades de ofta av kvinnor ur överklassen. Men de kunde även utövas som världslig underhållning, och var då vanligt bland kvinnor ur alla samhällsklasser. Ett speciellt yrke var den professionella gråterskans, då varje begravning anställde gråterskor som följde den döde till graven, vilket var ett vanligt yrke. 
Kvalificerade yrken var inte förbjudna för kvinnor. Både kvinnor och män kunde studera till att bli Skrivare (yrke), något som krävde flera års utbildning och som var den normala grunden för att sedan gå vidare till att bli präst, lärare, läkare, domare eller administrativa och byråkratiska yrken. De flesta, dock inte alla, som valde den flera år långa skrivarutbildningen, tillhörde dock en minoritet skrivarfamiljer där yrket gick i arv från föräldrar till barn. Bland kända yrkeskvinnor ur dessa kategorier fanns läkaren Merit-Ptah.

## Efterhistoria
Kvinnors rättigheter ändrades inte märkbart sedan det forntida Egypten år 525 f.Kr. erövrades av perserna och sedan styrdes av främmande riken och kulturer. 
När Egypten återigen blev ett självständigt land under den grekiska Ptolemeiska dynastin (305 f.Kr. till 30 f.Kr.) fortsatte egyptiska kvinnor utöva sina gamla rättigheter enligt egyptisk lag, medan de grekiska kvinnorna parallellt lydde under grekisk lag och därför stod under manligt förmynderskap. Denna kontrast mjukades dock upp allteftersom greker och egypter blandades upp och blandäktenskap uppkom när egypter bosatte sig i Alexandria och de övriga grekiska städerna, och av efterlämnade dokument av affärskvinnor som Apollonia Senmothis, och offentliga minnesmärker över kvinnor, tycks även grekiska kvinnor snart ha börjat leva ett mer fritt, offentligt och självständigt liv.
Egypten blev 30 f.Kr. en romersk provins, vilket inte ändrade kvinnors fria ställning. Det var först efter införandet av kristendomen på 300-talet och den allmänna försämringen av rättigheter för kvinnor i antikens Rom, som kvinnors höga ställning i Egypten slutligen försvann.